# Лозовское (Новосибирская область)
Лозовское — село в Баганском районе Новосибирской области. Административный центр Лозовского сельсовета.

## География
Площадь села — 47 га.

## История
В 1976 году Президиума Верховного Совета РСФСР посёлку центральной усадьбы совхоза «Баганский» присвоено наименование село Лозовское.

## Население
| 1976 | 1995 | 2002 | 2007 | 2010 |
| ---- | ---- | ---- | ---- | ---- |
| 402  | ↘295 | ↗315 | ↗342 | ↘307 |

## Инфраструктура
В селе по данным на 2006 год функционируют 1 учреждение здравоохранения, 1 образовательное учреждение.